# WWF Raw (jogo eletrônico)
WWF Monday Night RAW (também conhecido como "Raw Is War" em matérias promocionais e comerciais) é um jogo baseado na série de televisão de mesmo nome produzido pela World Wrestling Federation, lançado para Game Boy,Game Gear,Genesis, Sega 32X e SNES no final de 1994 e início de 1995 pela Acclaim Entertainment.É a continuação do jogo WWF Royal Rumble, que foi lançado em 1993.
WWF Monday Night RAW apresenta diferenças entre os personagens,não nos seus movimentos característicos próprios, mas diferindo movimento por completo (incluindo novas over-the-top "mega" movimentos).O jogo adiciona muitos movimentos não vistos nos jogos anteriores, como o DDT, um slam fallaway, e vários tipos de suplexes.Além disso, os lutadores diferem em atributos de velocidade, força, resistência e peso.
O jogo em si é arcade-like e envolve um "cabo-de-guerra" em que, quando os lutadores agarra o outro, um medidor aparece acima deles e os jogadores devem pressionar repetidamente os botões para puxar a energia para longe de um lado do adversário para o deles . Com mais energia, eles podem realizar movimentos com maior impacto. Assim que a energia de um oponente é baixo o suficiente, um jogador pode realizar um signature move.

## Roster
| SNES e Segas (Genesis e 32X) | Game Boy        | Game Gear       |
| ---------------------------- | --------------- | --------------- |
| 1-2-3 Kid                    | Bret Hart       | Bam Bam Bigelow |
| Bam Bam Bigelow              | Diesel          | Bret Hart       |
| Bret Hart                    | Doink The Clown | Crush           |
| Doink The Clown              | Razor Ramon     | Lex Luger       |
| Kwang                        | Shawn Michaels  | Randy Savage    |
| Lex Luger                    | The Undertaker  | Razor Ramon     |
| Luna Vachon                  | Yokozuna        | Shawn Michaels  |
| Owen Hart                    |                 | The Undertaker  |
| Razor Ramon                  |                 | Yokozuna        |
| Shawn Michaels               |                 |                 |
| The Undertaker               |                 |                 |
| Yokozuna                     |                 |                 |

## Jogabilidade

### Tipos de lutas
Em uma luta One-on-One, dois lutadores (um jogador vs o cpu ou dois jogadores)esquadrará fora de uma luta one-on-one. Uma Fall, Brawl, e as variações do torneio estão disponíveis. Uma luta de fall apresentam um árbitro no ringue e são disputadas sob as regras normais. A vitória é alcançada por uma pinfall (contagem de 3) ou uma contagem quando um lutador permanece fora do ringue (contagem de 10). Em um Brawl, no entanto, o árbitro está ausente. Isto permite que o tempo ilimitado fora do ringue e movimentos ilegais, tais como olho raking e asfixia são permitidos em todos os momentos. A luta Brawl não requer um pinfall para vencer, em vez disso, o primeiro jogador a ter sua energia drenada completamente, perde. Em um torneio, um jogador deve lutar pela lista inteira em uma série de lutas para se tronar campeão.
Uma partida de Tag Team é composta por duas equipes de dois lutadores (se dois jogadores estão envolvidos, eles podem optar por times opostos de controle ou estar na mesma equipe contra o computador). Sempre que um lutador se cansa, eles podem fazer a tag em seu parceiro. Uma Fall, Brawl, e as configurações do torneio estão disponíveis. Em um jogo padrão de tag team, se um lutador ilegal está no ringue, ele tem um contagem de 10 para sair, ou sua equipe será desclassificada. No modo torneio de tag team, seja um jogador ou dois jogadores cooperativos, poderão escolher dois lutadores para formar uma equipe e, em seguida, deveram derrotar os lutadores restantes em uma série de lutas para se tornarem Tag Team Champions.
Uma partida Bedlam é semelhante a uma luta tag team, exceto os dois membros da equipe são permitidos no ringue ao mesmo tempo (essencialmente em um "Tornado" Tag Team). Uma equipe deve derrotar os dois lutadores da equipe adversária para vencer a luta.
Uma partida Survivor Series também é semelhante a uma luta de tag team. Em vez de apenas 2 membros de cada equipe, uma equipe pode ser composta por até quatro lutadores. É também o estilo de eliminação, em que uma equipe só é vitoriosa quando todos os oponentes forem eliminados por pinfall, submissão, countout, ou desqualificação. Apenas um dos parceiros pode ficar dentro do ringue, mas o jogador pode fazer a troca por outro lutador.
O Royal Rumble começa com dois lutadores, e os adversários entram até quando estiver seis lutadores dentro do ringue. Outros lutadores só entram quando algum lutador do ringue for eliminado. O lutador que permanecer no ringue após os outros doze lutadores forem eliminados, será o vencedor.
Uma luta de Raw Endurance é uma mistura entre um Survivor Series e uma Bedlam. O jogador escolhe seu lutador primeiro, e depois até cinco parceiros. A escolha de parceiros é opcional, ou seja, um jogador pode optar por luta 6-on-1 handicap. A primeira equipe a eliminar todos os membros da outra equipe ganha a luta.

## Versões
- As versões para SNES e Mega Drive / Genesis  são quase idênticas, a única diferença é a velocidade, pois na versão do Genesis é maior.
- A versão para Sega 32X do WWF Monday Night RAW tem características que não estavam no SNES ou Mega Sega Drive / Genesis.Por exemplo, Kwang é incluído como um lutador  na versão para Sega 32X, ele não tem seus próprios movimentos, ele usa os finishers de Diesel, Bam Bam Bigelow e Doink.
- Alguns dos lutadores mais leves pode fazer um  pin schoolboy, atrás de um adversário grogue. O "pin taunt" que os lutadores pesados podem fazer nas versões para SNES e Genesis, também é um pouco diferente.
- Há também árbitros alternativos.
- Além da cadeira e de balde do lado de fora do ringue, a versão 32X contém um sinal com o logotipo RAW sobre ela e um estojo médico que pode ser usado como arma.
- As versões para consoles portáteis são mais lentas.

## Recepção da Crítica
No lançamento, a revista Famitsu deu a nota 16/40 a versão para Genesis.